# Reute (Opfenbach)
Reute (westallgäuerisch: Maurersritǝ) ist ein Gemeindeteil der Gemeinde Opfenbach im bayerisch-schwäbischen Landkreis Lindau (Bodensee).

## Geographie
Der Weiler liegt circa 2,5 Kilometer nordöstlich des Hauptorts Opfenbach und er zählt zur Region Westallgäu. Östlich der Streusiedlung fließt die Leiblach, die auch in diesem Bereich die Gemeindegrenze zu Hergatz bildet. Südlich von Reute verläuft die Bahnstrecke Buchloe–Lindau mit der Hämmerlebrücke.

## Ortsname
Der Ortsname stammt vom mittelhochdeutschen Wort ruiti für roden, Land urbar machen und deutet somit auf eine Rodesiedlung hin. Die frühere Bezeichnung Popelinsreiti deutet auf den Familiennamen Popelin hin.

## Geschichte
Reute wurde erstmals urkundlich Ende des 15. Jahrhunderts als In Rútinen erwähnt. 1783 wurde der Ort als Popelinsreiti erwähnt. Die heutige Ortschaft setzt sich aus den ehemaligen Wohnplätzen Maurersreute und Stücklersreute zusammen.

### Maurersreute
Maurersreute wurde erstmals 1774 bei der Vereinödung der Ortschaft mit zwei Teilnehmern erwähnt. Der Name bezieht sich auf den Familiennamen Maurer. Der Ort wurde im Ortsverzeichnis nur 1818 als selbständiger Wohnplatz aufgeführt. Zu dieser Zeit gehörte er dem Gericht Simmerberg in der Herrschaft Bregenz an. 1837 wurden zwei Wohngebäude in Maurersreute gezählt. Der ehemalige Wohnplatz entspricht heute dem nördlichen Teil Reutes.

### Stücklersreute
Stücklersreute wurde erstmals 1818 zusammen mit Maurersreute urkundlich erwähnt. Der Name bezieht sich auf den Familiennamen Stückler. 1837 wurden drei Wohngebäude in Stücklersreute gezählt. Der ehemalige Wohnplatz entspricht heute dem südlichen Teil Reutes.

## Baudenkmäler
Siehe: Liste der Baudenkmäler in Reute